# Over de juiste woorden
Over de juiste woorden (Grieks: Περὶ Ἑρμηνείας / Peri Hermeneias; Latijn: De elocutione) is een werk over retorica van een zekere Demetrios. De juistheid van de overgeleverde auteursnaam is niet zeker en de vereenzelviging met Demetrios van Faleron is allicht onterecht, al was het werk zonder die vergissing waarschijnlijk niet tot ons gekomen. Ook de ontstaansdatum is moeilijk vast te stellen. De 2e of 1e eeuw v.Chr. lijkt plausibel, maar ook de 1e eeuw n.Chr. is recent nog verdedigd.

## Inhoud
De tekst handelt specifiek over de verwoording, een van de vijf klassieke onderdelen van de welsprekendheid. Hij onderscheidt vier stijlen: groots, sober, krachtig en elegant, die bij overdrijving ontaarden in resp. kil-hoogdravend, droog, weerzinwekkend en gekunsteld. Bij de bespreking komen zaken aan bod als woordkeuze, woordplaatsing, opbouw van zinnen, keuze van argumenten en gebruik van beeldspraak. Op het vlak van zinnen maakt het werk een stilistisch onderscheid tussen evenwichtige, samengestelde volzinnen ("periode") en losser opgebouwde zinnen ("aaneengeregen"). De auteur illustreert zijn materiaal met voorbeelden uit de Oudgriekse literatuur, zoals Homeros, Sapfo, Herodotos, Euripides, Xenofon en Demosthenes. De aanhalingen zijn historisch waardevol, hoewel vaak nogal approximatief en fragmentair (enkel begin en einde van passages opgegeven).

## Uitgaven
- W. Rhys Roberts (red.), Demetrius On Style. The Greek Text of Demetrius De Elocutione, edited after the Paris Manuscript, 1902
- Pierre Chiron (red.), Démétrios, Du style, 1993, ISBN 9782251004341
- Nicoletta Marini (red.), Demetrio, Lo stile, 2007, ISBN 9788884983527

## Nederlandse vertaling
- Demetrius, De juiste woorden, vertaald, ingeleid en besproken door Dick Schenkeveld, 2000, ISBN 9789065540409